# びんちょうタン
びんちょうタンは、株式会社アルケミストの企画により誕生した、備長炭を萌え擬人化したキャラクター、およびそのキャラクターを主人公とする作品。原作及びキャラクターデザインは江草天仁。アルケミストでは一時期マスコットキャラクターとして用い同社の看板キャラとなっていたが、2017年に法人格が消滅し、会社は解散している。
メディア展開を行っていた当時に、和歌山県日高郡みなべ町にある「みなべ川森林組合」のマスコットキャラクターに採用された。（#びんちょうタンと町おこしの節で詳述）
2004年日本オタク大賞においては、擬人化ブームの代表作として大賞を受賞。

## 沿革・掲載誌の変遷
アルケミスト社内での雑談中に出た「たんと言えば炭だよな」という冗談から即興で生み出された落書きを元に、2003年5月7日、アルケミストのサイトでトップページに掲載された『あぶっちゃうヨ! びんちょうタン』が初出である。この日は、その後「びんちょうタンの誕生日」という設定となった。
その後、『メガミマガジン』（学習研究社）2003年11月号の情報コーナー『キャラクターキャッチアップ』に最初の4コマが掲載される。最初はページの片隅でひっそりと連載されていたが、口コミで人気が広まり2ページのコーナーにまで発展。増刊『メガミマガジンクリエイターズ』にも総集編と新作4コマが掲載され、2005年7月号まで連載。この時の連載は、単行本1巻に『ぷろとたいぷ』として収録。なお、『メガミマガジン』では4コマの連載終了後もファンページ『炭焼き友の会』が2006年9月号まで続いていた。
2005年6月号からは、『月刊コミックブレイド』（マッグガーデン）で改めて連載開始。それに伴い『メガミマガジン』における連載終了時のびんちょうタンとクヌギたんとの友情の芽生えに至る部分までが描き直されている。
2006年にはテレビアニメ化され、同年2月から3月にかけてはTBSとBS-iで、同年3月から4月にかけてはMBSで放送された。
キャラクターなどの設定は、原作者自身が発行する同人誌でコミックやアニメに先立って公開されており、コミックマーケットが開催される度に新しい設定が追加されたものが発行されている。
作者の本業が多忙であることを理由に、2008年11月号をもって『コミックブレイド』での連載を終了。これまで連載された分を「おばあちゃん編」と銘打ち、以後は同人誌で「学校編」として継続している。

## 登場キャラクター
炭製品に関連した名前の人物が多い。「〜たん/タン」という名前は、「炭」の音読み「タン」と、萌え擬人化されたキャラクターを表す際に使われる接尾語「たん」をかけたもの。
びんちょうタン
声 - 野中藍
主人公。両親はなく、人里離れた山奥に一人で生活しているおっとりした性格の小さな女の子。生活は決して豊かではないが、大自然の中でのんびりと暮らしている。ただ、小さい頃はうめばあちゃんと一緒に暮らしていたため、時々一人ぼっちである現状に寂しさを抱くことも。着ている着物はうめばあちゃんに作ってもらったものである。真っ白なご飯が大好きで、お米が無くなると町へ働きに出かける。頭の上の備長炭で水をきれいにしたり、ごはんを炊く釜に入れられたり、靴箱の臭いを取ったりする。誕生日は5月7日。
クヌギたん
声 - 野川さくら
大金持ちの一人娘。過保護に育てられたため、学校へ行く時以外は、自宅の敷地から一歩も外へ出たことが無かった。お花が大好きな一方で、大の虫嫌いである。住む世界が違いすぎるためか、学校では級友と打ち解けることができず、放課後に一緒に遊ぶ友達がいない。びんちょうタンとは身分を超えて親友になる。誕生日は4月1日。
ちくタン
声 - 門脇舞
薬師の見習いで、発明が大好きな女の子。よく色々な発明をするが元からある物や失敗作が多くびんちょうタンを酷い目あわせてしまうこともしばしば。大人しめのキャラが多い登場人物では珍しくいつでも元気いっぱいだが、おばけや暗いところが大の苦手だったり、お腹が空くと元気がなくなる一面を持つ。その一方で、仕事へ行く時以外はいつもちくリンの傍を離れずにいる、とても面倒見の良い優しい子でもある。びんちょうタンが最初に出会う友達。誕生日は8月24日。
ちくリン
声 - 福圓美里
ちくタンの妹。明るく無邪気な性格で姉ちくタンの真似事をよくしており、ドラマCDでは、金魚すくいでたくさん金魚を取ったり、ちくタンの未完成の発明を完成させ、仲間達のところに遊びに行き、ナレーターのおねえタンの所まで行くなど隠れ才能を持っている。誕生日は8月6日。
ユーカリたん
声 - 中原麻衣
いつも頭にコアラを乗せている女の子。おっとりしている。兄弟が多いため、家計は火の車。軽食店でアルバイトをしているが、しばしば失敗する。遠い国からやってきたため、カタコト言葉で喋る。誕生日は9月17日。アニメには登場しないがゲーム版では友達として登場する。
あろえ
声 - 斎藤桃子
普通の家庭で育った普通の女の子。学校のテストは常に50点、おみくじを引けばいつも中吉、じゃんけんやっても必ずあいこになるなど、何をやっても普通（というより中間）なのが彼女の普通ではないところである。泳ぐのが大好き。夏場は暑さで倒れるため、ちくタンに助けられることも。ツンツンした髪はとても硬く鋭いようで、ビニールプールや封筒を簡単に突き破ってしまう。誕生日は6月15日。アニメではびんちょうタンと絡むことがあまりなかったがドラマCDやゲーム版、原作の終盤では、会話する場面がある。
れんタン
声 - 佐藤利奈
神主の祖父と住職の祖父を持つためか勘が鋭く、くじ引きに強い女の子。おじいちゃんの木魚がお気に入りで、事あるごとに持ち出している。寡黙な性格とは裏腹にお菓子好きで、特に甘味店「たらや」の団子が大好物で一人たくさん食べるほど。自分とは対照的なちくタンに好意を持っているようだが、幽霊と縁があるため、片思い。小さい頃に1度だけびんちょうタンとうめばあちゃんに出会っている。誕生日は2月10日。
アベマキ
声 - 釘宮理恵
クヌギたんの従姉妹。いつも不機嫌そうな顔をしている。弟のコルクを溺愛している。誕生日は3月30日。アニメ版には登場せず、原作でもあまり登場しない。なぜかびんちょうタンをライバル視している。
コルク
アベマキの弟。
ナレーションのおねえタン
声 - 井上喜久子
ナレーション。ただし、ドラマCDではちくリンが「発明」によって訪ねてくるというエピソードで、作品世界にも参入したことがあるが正体は謎のまま。彼女を見たちくリン曰く「綺麗」らしい。
プカシュー
声 - 松来未祐
シュークリームを擬人化したテレビアニメの人気キャラクター。常に浮き輪をつけている。びんちょうタンも大ファン。
たまかえる
丸々と太ったカエルのキャラクター。こちらもびんちょうタンのお気に入り。
オーク氏
声 - 立木文彦
クヌギたんの父親。高所恐怖症。
サクラお母さん
クヌギたんの母親。病気のため視力が弱っている。療養のためなのか、離れて暮らしている。クヌギたんが街の学校へ通うのと、地域の子供の風習である炭を身に付けているのは彼女の願いによる。クヌギたんとはお手紙をやりとりしている。
スダじい
声 - 西村知道
クヌギたんの家の執事。クヌギたんが困っていると助けたりするなど彼女の良き理解者。
しゅろ和尚
声 - 櫛田泰道
れんタンの父方の祖父で、カラス山にある「もみ寺」の住職。れんタンを溺愛している。さかき神主とは犬猿の仲。
さかき神主
声 - 丸山詠二
れんタンの母方の祖父で、もみ寺の隣にある「しょうが神社」の神主。しゅろ和尚に負けないほどれんタンへ愛情を注いでおり、それがケンカの種の一つになっている。
さじ
元は野良犬であったが、保健所行きになるのを心配したびんちょうタンとちくタンが共同で飼い始める。野良犬の割に人になついていることから元は飼い犬ではないかと考えたちくタンにより、「前の飼い主にさじを投げられた」を元に名付けられた。
チシャノキ先生
声 - 鈴木菜穂子
クヌギたんが通う学校の用務の先生。びんちょうタンの仕事ぶりを気に入り、びんちょうタンが学校で働けるようにしてくれた。
マダケじいちゃん
声 - 緒方賢一
ちくタン、ちくリン姉妹の祖父で薬師。人情に厚くちくタン姉妹を大切に思っている。
うめばあちゃん
声 - 鈴木れい子
びんちょうタンと一緒に暮らしていたおばあちゃん。今は遠いところへ行ったらしく、びんちょうタンの回想でしか登場していない。最終回では時を越えたびんちょうタンが残した手紙に気づき、靴と手紙をプレゼントした。
ゆりお母さん
声 - 藤生聖子
あろえの母親。あろえにはやや厳しい。
そてつお父さん
あろえの父親。無口であろえには甘いところがある。
あめふらし
雨の日に現れる四本足の生物。びんちょうタンとは友だちらしい。海洋生物のアメフラシとは無関係。
ウバメガ氏
びんちょうタンの元へ定期的に備長炭を送って来てくれる、紳士らしき人物。その正体は謎に包まれているが、アニメ第12話においてその正体が示唆されている。
アリビア
ユーカリたんの頭にいつも乗っているコアラ。ユーカリたんの仕事中は邪魔にならないよう、柱に繋がれている。
悪いびん
本編ではなく『びんちょうタンのお仕事』コーナーで、品質が悪い備長炭を表すキャラクターとして登場。和式便所座りで喫煙するなど、態度が悪い。正反対の「良いびん」はびんちょうタンである。
トーヤマの薬売り
本名は不明。「トーヤマの置き薬」の営業マンで、ちくタンにとっては商売敵。

## テレビアニメ
2006年2月から同年3月まではTBSとBS-iにおいて『アニアニランド』の前半枠として放送。15分番組のためかエンディングがカットされた。また、TBSでは本来の画面比である16:9をサイドカットすることにより4:3で放送。
2006年3月から同年4月までは放送対象地域が備長炭の産地および放送時点で既にマスコットキャラクターとして採用している『みなべ川森林組合』がある和歌山県を含むMBSにおいて『アニメシャワー』で6週にわたり全12話が2本立てで放送された。こちらはBS-iと同じ16:9のハイビジョン放送で、30分枠として放送。テレビ放送で当番組が単独かつエンディングも含めて放送された。
製作局であるTBSも元々30分枠として全12話の放送が検討されていたが、同じアニメ化作品である『REC』が15分の9話構成でアニアニランドの後半枠に組まれたことを受け、本作も9話までの放送に留まり、残りの3話はMBSでの放送となった。また、MBSではCM前の予告テロップが「ひきつづき」、ED後の予告テロップが2話分などEDや次回予告は演出上、テロップの配置がDVDとは異なっている。
MBSでは放送開始に先駆け、情報番組『ちちんぷいぷい』や特別番組『関西バンザイ新聞DX』など、昼間の自社制作ローカル番組でびんちょうタンが紹介された。また、『ちちんぷいぷい』では紹介の際、モニター画面に司会者の角淳一をびんちょうタンの友達っぽく萌化したキャラクター「すみたん」が描かれた。
当初はモバニメーションの製作の下、『アニメ天国』で放送されると発表されていたが、いつの間にか立ち消えとなった後に改めてアニメ化企画が発足している。また、2004年10月から2005年2月まで、『アニメ魂』のオープニングアイキャッチにびんちょうタンが登場していた。
後年にはTBSチャンネルやAT-Xでも放送された。

### スタッフ
- 原作 - 江草天仁
- 監督・シリーズ構成・脚本 - 古橋一浩
- キャラクターデザイン・総作画監督 - 斎藤哲人
- 美術監督 - 伊東和宏
- 色彩設計 - 松本真司
- 撮影監督 - 川口正幸
- 編集 - 松村正宏
- 音楽 - 岩崎琢
- 音響監督 - 平光琢也
- プロデューサー - 中山佳久、大河原健、永田一大、太布尚弘、シバタミツテル、松田桂一
- アニメーション制作 - Studio DEEN
- 製作協力 - バンダイビジュアル、アルケミスト、ムービック、フロンティアワークス
- 製作 - 『びんちょうタン』製作委員会、TBS

### 主題歌
「いろは」
CooRieによるオープニングテーマ。作詞・作曲はrino、編曲は大久保薫が担当する。
エンディングテーマ「びんちょう音頭」
ちくタン（門脇舞）によるエンディングテーマ。作詞は江草天仁、作曲は今川靜也（LOOPCUBE）、編曲は岡崎雄二郎が担当する。

### 各話リスト
| 話数 | サブタイトル             | 絵コンテ | 演出         | 作画監督 | 初放送日      |
| ---- | ------------------------ | -------- | ------------ | -------- | ------------- |
| 1    | 春のお目ざめびん         | 古橋一浩 | 古橋一浩     | 斎藤哲人 | 2006年 2月3日 |
| 2    | お仕事げっとびん         | 古橋一浩 | 菅沼栄治     | 菅沼栄治 | 2月10日       |
| 3    | びんのお誕生びん         | 古橋一浩 | 石浜真史     | 石浜真史 | 2月17日       |
| 4    | 雨の日曜びん             | 古橋一浩 | うえだしげる | 山田勝   | 2月24日       |
| 5    | 着物のおもひでびん       | 菅沼栄治 | 菅沼栄治     | 菅沼栄治 | 3月3日        |
| 6    | 夜のおつとめびん         | 古橋一浩 | 浅野勝也     | 浅野勝也 | 3月10日       |
| 7    | ラムネとりんごあめびん   | 古橋一浩 | 鈴木芳成     | 山田勝   | 3月17日       |
| 8    | むすんでひらいてびん     | 古橋一浩 | 石田ひろし   | 波風立流 | 3月24日       |
| 9    | クワガタついてるびん     | 古橋一浩 | 萩原弘光     | 萩原弘光 | 3月31日       |
| 10   | おイモの季節びん         | 加藤敏幸 | 石田ひろし   | 山田勝   | 4月9日        |
| 11   | 初雪、初ぞり、初飛行びん | 菅沼栄治 | 菅沼栄治     | 菅沼栄治 | 4月16日       |
| 12   | お空にお手紙びん         | 古橋一浩 | 古橋一浩     | 斎藤哲人 | 4月16日       |

### 放送局
| 放送地域   | 放送局   | 放送期間                | 放送日時           | 放送系列       | 備考                 |
| ---------- | -------- | ----------------------- | ------------------ | -------------- | -------------------- |
| 関東広域圏 | 東京放送 | 2006年2月2日 - 3月30日  | 木曜 25:55 - 26:10 | TBS系列        | 製作局               |
| 日本全域   | BS-i     | 2006年2月9日 - 4月6日   | 木曜 25:00 - 25:15 | TBS系列 BS放送 | アニアニランド 第1部 |
| 近畿広域圏 | 毎日放送 | 2006年3月11日 - 4月15日 | 土曜 26:55 - 27:25 | TBS系列        | アニメシャワー 第3部 |

## CD
全てフロンティアワークスより発売された。この他にも、アニメ主題歌のシングル・アニメサウンドトラックが発売されている。

### キャラクターCD
ジャケットイラストは、江草天仁描き下ろし。
1. びんちょうタン&クヌギたん（2005年11月25日、FCCM-94）[6]
  1. このみち（歌：びんちょうタン（野中藍））
  2. 春の朝
  3. 夢をみてる
  4. 空のさんぽ（歌：クヌギたん（野川さくら））
  5. このみち オリジナル・カラオケ
  6. 空のさんぽ オリジナル・カラオケ
2. ちくタン&れんタン（2005年12月22日、FCCM-95）[7]
  1. あしたてんきになぁーれ（歌：ちくタン（門脇舞））
  2. ひらめいたっ
  3. 不思議なチカラ
  4. 金の月 銀の星（歌：れんタン（佐藤利奈））
  5. あしたもてんきになぁーれ オリジナル・カラオケ
  6. 金の月 銀の星 オリジナル・カラオケ

### ドラマCD
1. 2006年1月25日発売。
2. 2006年2月24日発売。
3. 2006年3月24日発売。

## DVD
全てバンダイビジュアルより発売。
1. 2006年5月26日
2. 2006年6月23日
3. 2006年7月28日

- EMOTION the Best びんちょうタン - 2010年8月27日発売

## 書籍
いずれもマッグガーデン刊。
単行本
第壱巻
通常版 - 2006年2月26日初版発行 ISBN 978-4-86127-231-8
お仕事マスコット付き初回限定版 - ISBN 978-4-86127-223-3
第弐巻
通常版 - 2007年3月30日発売 ISBN 978-4-86127-373-5
フィギュア付き初回限定版 - 2007年3月8日発売 ISBN 978-4-86127-329-2
第参巻
通常版 - 2008年3月10日発売 ISBN 978-4-86127-480-0
フィギュア付き初回限定版 - 2008年3月10日発売 ISBN 978-4-86127-452-7
第四巻
通常版 - 2009年2月10日初版発行 ISBN 978-4861275876
ミニ画集付き初回限定版 - ISBN 978-4861275357
ガイドブック
『まくのうちびんちょう あったかごはん味 びんちょうタン 〜公式手引きの書〜』 - 2006年1月26日初版発行 ISBN 978-4-86127-232-5
フィギュア本
給食バージョン - 2006年7月発売 ISBN 978-4-86127-267-7
カレンダー
ひめくり びんちょう 〜びんちょうタン 日めくりスクールカレンダー - 2006年3月発売 ISBN 978-4-86127-233-2

## ゲーム
2007年4月26日にマーベラスインタラクティブ（現・マーベラス）よりPlayStation 2用ソフト『びんちょうタン しあわせ暦』（びんちょうタン しあわせごよみ）が発売された。ジャンルは「箱庭ゲーム」。ゲームオリジナルキャラクターとして「まめタン」が登場する。

## びんちょうタンと町おこし
2004年1月、みなべ町誕生前の旧南部川村の組合「みなべ川森林組合」のマスコットキャラクターにびんちょうタンが採用された。これは、株式会社アルケミストが当組合へ売り込んだ結果採用されたものである。
2006年2月25日には、日本旅行によって、備長炭の窯出しなどを体験する『びんちょうタン・バスツアー』がテレビアニメ版でびんちょうタン役を演じる野中藍の同行の下、みなべ町で実施された。2006年11月20日には、みなべ町を取り上げたNHK総合テレビの番組『鶴瓶の家族に乾杯』で、紹介ナレーションをびんちょうタンが担当した。
大阪府池田市商店街連合会では、クヌギたんのふる里として応援活動を展開しており、商店街には看板が設置されている。